# Ługunci (gmina Wełes)
Ługunci (mac. Лугунци) – wieś w centralnej Macedonii Północnej, administracyjnie i terytorialnie należąca do gminy Wełes. W 2002 roku liczyła 10 mieszkańców.

położenie wsi na mapie gminy

Według danych ze spisu powszechnego przeprowadzonego w 2002 roku, Ługunci zamieszkiwało 10 osób deklarujących następującą narodowość: 
- Macedończycy – 10 (100%)